# 范岁久
范岁久（Sai-Chiu Van；1912年—2003年），原名袁椿年，丹麦华人企业家、慈善家，有“春卷大王”之称。

## 生平
祖籍浙江鄞县梅墟，生于杭州。伯高祖即为清代乾隆年间大文人袁枚。
早年入杭州蕙兰中学校（今杭州市第二中学前身之一）就读。1929年，举家迁居上海，入读沪江大学附属中学（今上海市北郊高级中学前身之一）。1933年，再东渡日本留学，在早稻田大学学习法律。1935年，远游欧洲，赴丹麦勤工俭学。
在丹麦入皇家农学院（丹麦皇家兽医和农业大学），学习农学。1940年，获农学优等学士学位。1945年，再获农学硕士学位。1949年，获微生物学博士学位。1949年，入丹麦Mecidinalco药厂微生物部门主管。1952年，入籍丹麦。1955年，入丹麦杜梅克斯药厂。曾在丹麦从事维生素B12研究，开发出欧洲产的中国酱油。
1960年，自主创业，生产春卷，亦成为丹麦春卷第一人。后规模日益壮大，工厂拥有14条自动化生产流水线，日产春卷50万个，产品远销欧洲各国、中东、亚洲各国、美国。形成欧洲名牌“大龙春卷”，成为丹麦最成功的亚裔企业家，继而被称为世界著名的“春卷大王”。
在世时曾是丹麦华人协会终身名誉会长。

## 家庭
与丹麦白人女子结婚，并在丹麦创建慈善机构S.C. Van Fonden（丹麦语的“范岁久基金会”）。今其幼子Hemming Van（范汉明）继续经营家族产业。其女Lissen Stokholm（从夫姓）现为范岁久基金会主席。

## 纪念
2012年11月，《范岁久传记》在浙江杭州举办首发仪式，丹麦驻中国大使、大使馆一等秘书、浙江大学校长杨卫、范岁久家人等均有出席。